# Michel Hazanavicius
Michel Hazanavicius (ur. 29 marca 1967 w Paryżu) – francuski reżyser i scenarzysta filmowy.
Twórca dylogii filmów szpiegowskich OSS 117 – Kair, gniazdo szpiegów oraz OSS 117 – Rio nie odpowiada.
Jego film Artysta (2011) otrzymał 10 nominacji do Oscarów, z czego uzyskał 5 statuetek, w tym za najlepszy film. Sam Hazanavicius zdobył nagrodę dla najlepszego reżysera oraz był nominowany w dwóch kategoriach: za najlepszy scenariusz oryginalny oraz za najlepszy montaż (razem z Anne-Sophie Bion).
Reżyser ma dwoje dzieci ze swoją żoną, aktorką Bérénice Bejo: syna Luciena (ur. 25 czerwca 2008) i córkę Glorię (ur. 18 września 2011).

## Filmografia
Reżyseria
- 1992: Derrick contre Superman
- 1992: Ca détourne
- 1993: La classe américaine
- 1994: C'est pas le 20 heures
- 1996: Les films qui sortent le lendemain dans les salles de cinéma
- 1997: Echec au capital
- 1999: Mes amis
- 2006: OSS 117 – Kair, gniazdo szpiegów (OSS 117: Le Caire, nid d'espions)
- 2009: OSS 117 – Rio nie odpowiada (OSS 117: Rio ne répond plus)
- 2011: Artysta (The Artist)
- 2012: Niewierni (Les infidèles)
- 2014: Rozdzieleni (The Search)
- 2017: Ja, Godard (Le Redoutable)
- 2020: Mój książę z bajki (Le prince oublié)
- 2022: Cięcie! (Coupez!)
- 2024: Bezcenny pakunek (La Plus Précieuse des marchandises)

Scenarzysta
- 1992: Ca détourne
- 1993: La classe américaine
- 1996: Delphine 1, Yvan 0
- 1998: Le clone
- 1999: Mes amis
- 2004: Tuez-les tous! Rwanda: histoire d'un génocide sans importance
- 2004: Lucky Luke
- 2006: OSS 117 – Kair, gniazdo szpiegów (OSS 117: Le Caire, nid d'espions)
- 2009: OSS 117 – Rio nie odpowiada (OSS 117: Rio ne répond plus)
- 2011: Artysta (The Artist)
- 2017: Ja, Godard (Le Redoutable)
- 2024: Bezcenny pakunek (La Plus Précieuse des marchandises)